# Tapinanthus decurrens
Tapinanthus decurrens là một loài thực vật có hoa trong họ Loranthaceae. Loài này được Baker & Sprague miêu tả khoa học đầu tiên.